# Vincenzo di Bartolo
Vincenzo di Bartolo (Ustica, 7 maggio 1802 – Ustica, 20 aprile 1849) è stato un navigatore italiano.
Capitano di lungo corso, fu il primo a raggiungere Sumatra al comando di un veliero battente la bandiera del Regno delle Due Sicilie.

## Biografia
Il padre, Ignazio, e la madre, Caterina Pirera, erano originari di Trapani. Di Bartolo studiò nell'Istituto nautico di Palermo e fece pratica di navigazione nelle rotte del Nord Atlantico. Per conto dell'armatore Benjamin Ingham salpò nell'ottobre 1838 da Palermo al comando del brigantino Elisa, di appena 248 tonnellate e 12 uomini di equipaggio, diretto a Boston. Da lì Di Bartolo proseguì verso l'Indonesia, doppiando felicemente il Capo di Buona Speranza dopo 68 giorni di navigazione. Il 1º luglio 1839 raggiunse Sumatra dove caricò pepe nero per Palermo. 
Era la prima volta che un veliero del Regno delle Due Sicilie si era spinto così lontano, rompendo il monopolio del commercio del pepe, mantenuto sino a quel momento da marine mercantili potenti e agguerrite come quella inglese e olandese.
Gli fu riconosciuto il grado di alfiere di vascello della Real Marina di guerra e la medaglia d'oro al valor civile, essendo stato il primo tra i sudditi borbonici ad avere navigato fino a Sumatra nell'Oceano Indiano.
Poi comandò il vascello "Palermo", ma dopo la morte della moglie nel 1846, si ritirò nel 1847 a Ustica.